# Múscul tensor de la fàscia lata
El múscul tensor de la fàscia lata (musculus tensor fasciae latae) és un múscul que es troba a la part superior i lateral de la cuixa, a la regió glútia. Té forma una forma aplanada i prima. Està innervat pel nervi gluti superior (L5, S1).

## Inserció i origen
La seva inserció proximal, l'origen, està ubicada en la part anterolateral de la cresta ilíaca, en l'espina ilíaca anterosuperior. La seva inserció distal s'insereix en el còndil o tuberositat lateral de la tíbia (al tubercle de Gerdy); aquest múscul es continua a través del tracte iliotibial. El punt d'inserció es troba en el còndil lateral de la tíbia.

## Funció
Com indica el seu nom, tensa la fàscia lata. Abdueix i rota medialment la cuixa i inclina la pelvis; en alguns casos pot arribar a ser un extensor del genoll. A més, contribueix lleugerament a la flexió de l'articulació del maluc. El tensor de la fàscia lata tensa la banda iliotibial i els suports del genoll, sobretot quan el peu oposat s'aixeca.

## Imatges

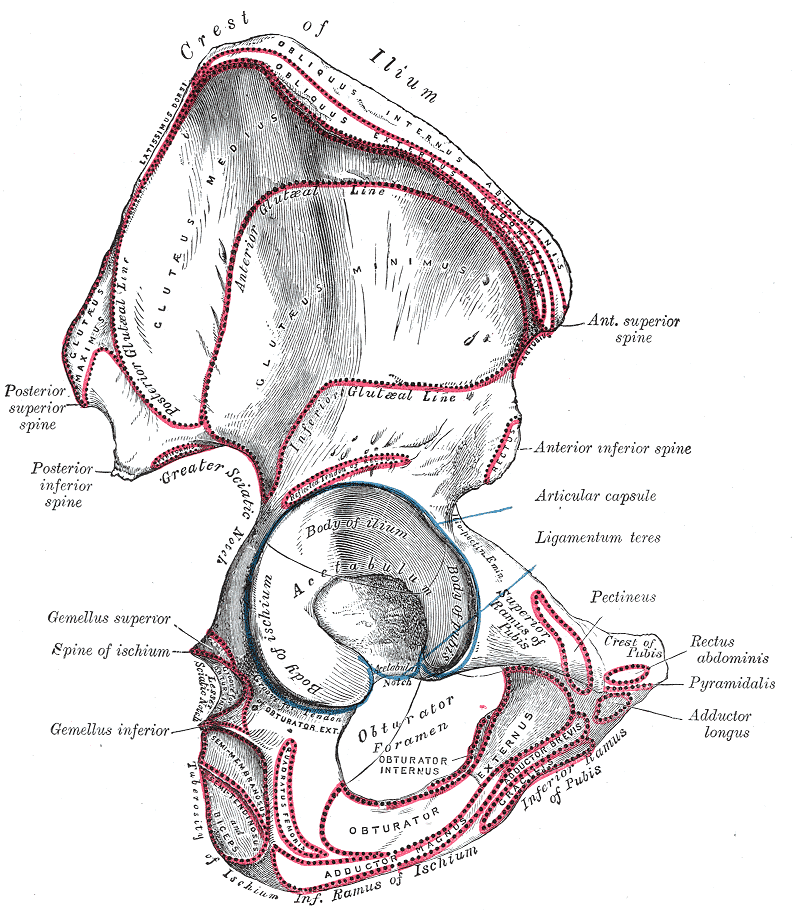
Os del maluc dret. Superfície externa.
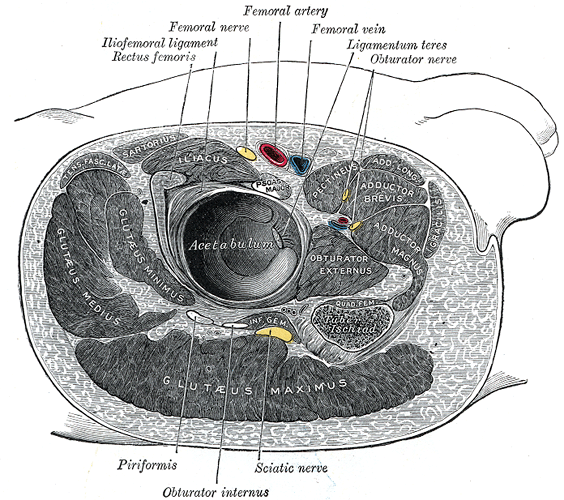
Estructures que envolten l'articulació del maluc dret.
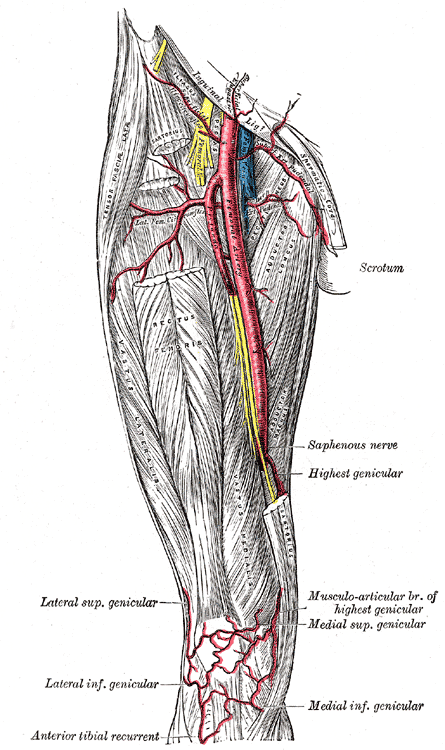
Artèria femoral.
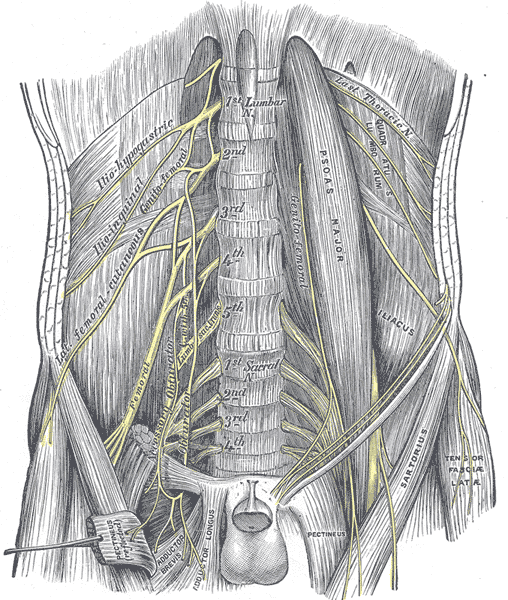
Plexe lumbar i les seves branques.
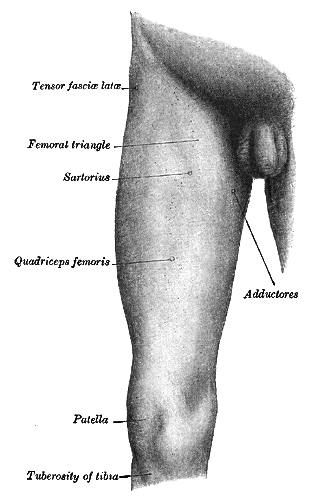
Aspecte frontal i medial de la cuixa dreta.
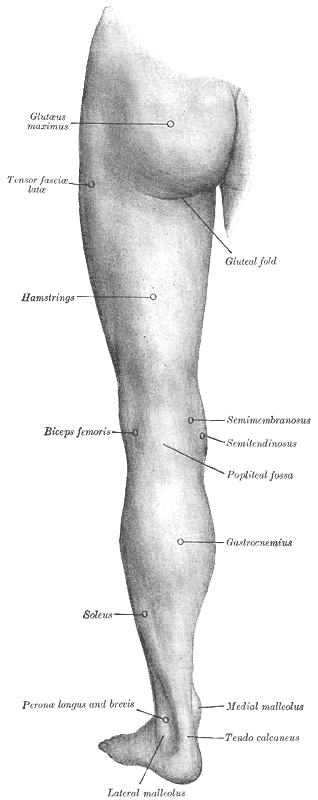
Part dorsal de l'extremitat inferior esquerra.

- Disseccions on es pot observar el tensor de la fàscia lata.

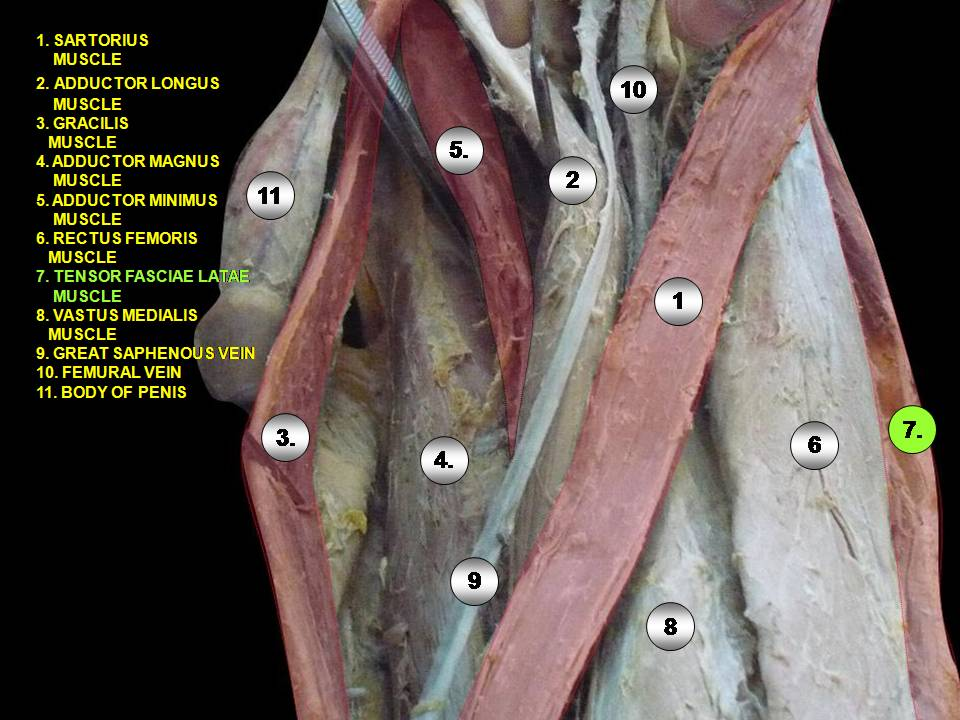
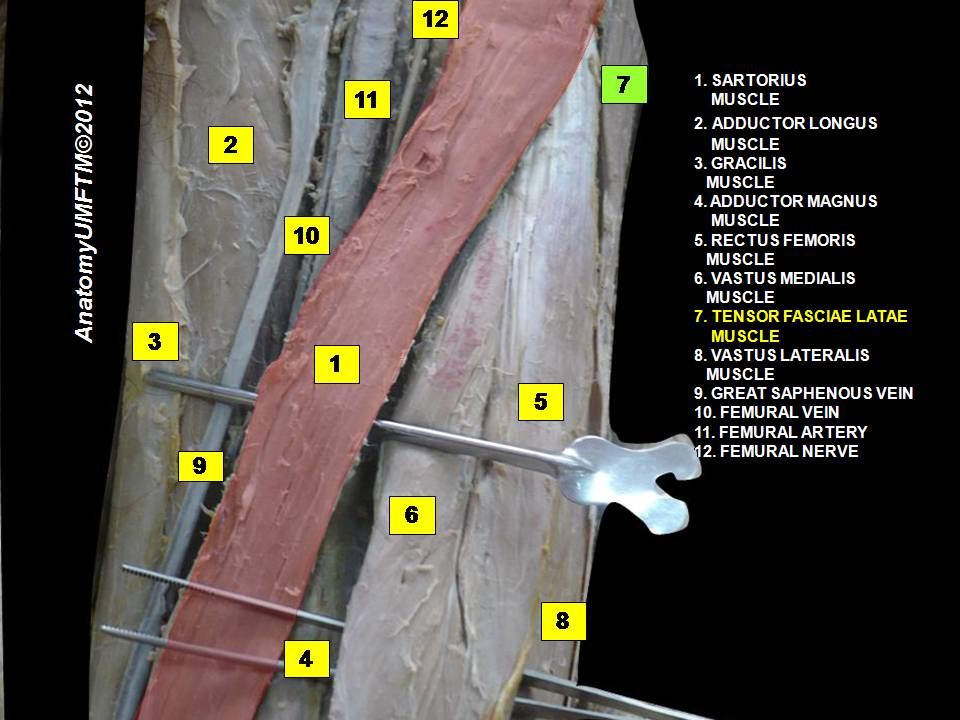
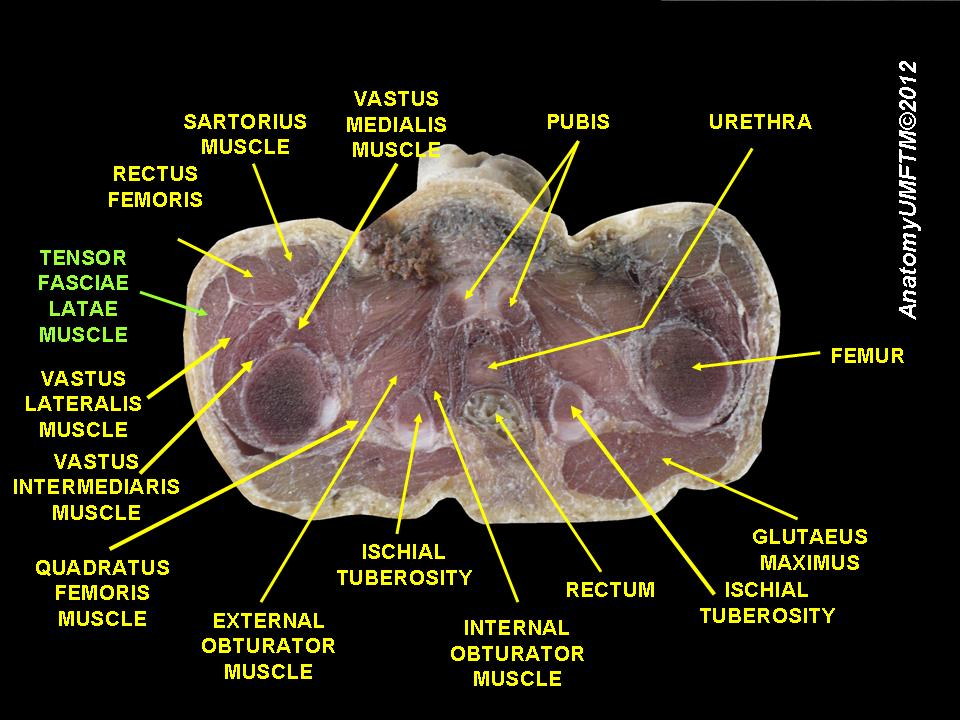
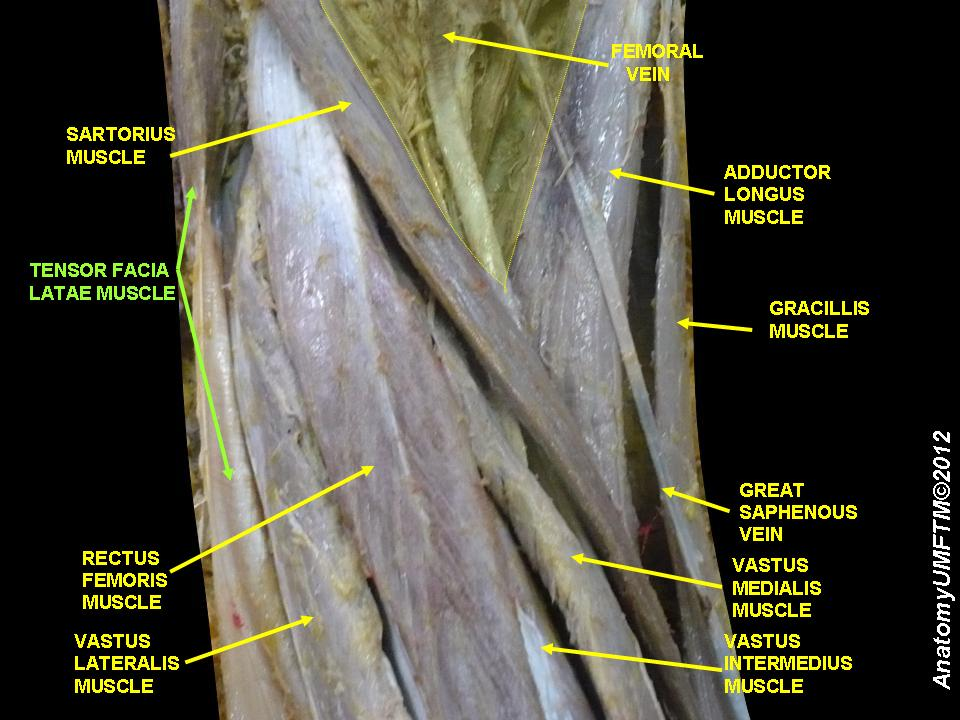